# Amentotaxus assamica
Amentotaxus assamica ist ein mittelgroßer Nadelbaum aus der Gattung der Kätzcheneiben (Amentotaxus). Das natürliche Verbreitungsgebiet liegt im Osten von Indien. Die Art wird in der Roten Liste der IUCN als stark gefährdet geführt.

## Beschreibung

### Erscheinungsbild
Amentotaxus assamica wächst als immergrüner, bis zu 20 Meter hoher Baum. Der Stamm verzweigt sich schon nahe am Boden. Die Stammborke ist glatt, weißlich grau und blättert in dünnen Flocken ab. Die Äste stehen horizontal oder hängen etwas. Die belaubten Zweige wachsen aufsteigend oder waagrecht, gegenständig und in einem Winkel von 25° bis 70° am Ast. Sie sind im Querschnitt eckig bis beinahe stielrund und zeigen sich abwechselnde Rillen, die jeweils zwei Nadeln verbinden. Junge Triebe sind im ersten Jahr grün und färben sich in den folgenden Jahren von grünlich gelb zu gelblich braun.

### Knospen und Nadeln
Die vegetativen Knospen sind konisch und haben eiförmig-dreieckige, spitz-stachelspitzige Knospenschuppen.
Die Nadeln wachsen zweizeilig und stehen in einem Winkel von meist 45° bis 80° vom Zweig ab. Sie sind kurz gestielt, linealisch oder linealisch-lanzettlich, sichelförmig oder S-förmig gebogen, ab 2 meist 7 bis 11 und selten bis 15 Zentimeter lang und ab 4 meist 7 bis 12 Millimeter breit. Die Basis ist asymmetrisch, die Nadel läuft konisch zur Spitze hin zusammen, die Spitze ist spitz-zugespitzt. Der Nadelrand ist flach oder leicht nach unten eingerollt. Die Nadeln sind ledrig, es werden jedoch keine Sklerenchymzellen gebildet. Die Nadeloberseite ist dunkelgrün, glatt oder fein gefurcht. Die Unterseite zeigt zwei weiße, dick mit Wachs bedeckte Spaltöffnungsbänder aus zahlreichen verstreut verteilten Spaltöffnungen, die durch die Mittelrippe voneinander und durch zwei breite grüne Bänder vom Nadelrand getrennt sind. Die Spaltöffnungsstreifen sind 1,5 bis 2 Mal breiter als die grünen Randstreifen. Die Mittelrippe ist auf der Nadeloberseite deutlich erhöht und liegt in einer 0,4 bis 0,7 Millimeter breiten, flachen Furche. Auf der Nadelunterseite ist die Mittelrippe nur leicht erhöht und 1 bis 1,8 Millimeter breit.

### Zapfen und Samen
Die Pollenzapfen sind in 4 bis 4,5 Zentimeter langen Trauben aus 8 bis 10 Zapfenpaaren angeordnet. Meist wachsen zwei bis vier Trauben zusammen an einem Zweig, selten wachsen sie auch einzeln. Die Zapfen sind eiförmig und 3 bis 5 Millimeter lang. Die sechs bis acht Mikrosporophylle sind schildförmig und tragen jeweils zwei bis vier Pollensäcke.
Die samentragenden Strukturen wachsen einzeln in den Achseln der Nadeln nahe den Enden der Zweige auf einem 1,5 bis 2,5 Zentimeter langen Stiel mit acht kreuzgegenständig angeordneten, eiförmigen, 2,5 bis 5 Millimeter langen und 2,5 bis 5 Millimeter breiten, gekielten Deckschuppen. Der Arillus ist verkehrt-eiförmig-länglich bis ellipsoid, stachelspitzig, 25 bis 35 Millimeter lang und hat einen Durchmesser von 15 bis 25 Millimetern. Er ist anfangs glänzend grün und färbt sich später gelb bis purpurfarben. Der eigentliche Same ist länglich oder ellipsoid und mit einer Länge von 15 bis 20 Millimetern und einem Durchmesser von 7 bis 10 Millimetern deutlich kleiner als der Arillus. Er hat ein kleines, stachelspitziges Ende.

## Verbreitung und Ökologie
Das natürliche Verbreitungsgebiet von Amentotaxus assamica liegt in Indien im Bundesstaat Arunachal Pradesh. Die Art wächst in warmgemäßigten Regenwäldern an den Nordhängen der Berge in Höhen von 1600 bis 2000 Metern. Man findet sie in Wäldern mit stark bemoosten Bäumen, die von verschiedenen Eichenarten (Quercus), verschiedenen Vertretern der Scheinkastanien (Castanopsis), Ahornarten (Acer) und Rhododendren (Rhododendron) dominiert werden. Weiters wachsen in den Wäldern Vertreter der Magnolien (Magnolia), Arten der Gattung Michelia, die Scheinhasel Corylopsis himalayana, Betula alnoides, Carpinus viminea und Exbucklandia populnea.

## Gefährdung und Schutz
In der Roten Liste der IUCN wird Amentotaxus assamica als stark gefährdet („Endangered“) geführt.
Soweit bekannt hat die Art ein Verbreitungsgebiet („extent of occurrence“) von weniger als 1000 Quadratkilometern, Bestände gibt es auf einer Fläche von weniger als 300 Quadratkilometern („area of occupancy“). Man kennt die Art nur aus zwei oder drei Gebieten: aus den Turoo-Bergen, aus dem Delei-Tal und einem weiteren Tal in den Dafla-Bergen. Möglicherweise gibt es auch Bestände im angrenzenden China, diese konnten jedoch nicht betätigt werden. Es gibt einen fortgesetzten Rückgang der Bestände, beispielsweise durch Umwandlung der Wälder in landwirtschaftliche Flächen, durch Fällen der Bäume zur Nutzung des Holzes und durch die Errichtung von Straßen und Wasserkraftwerken.

## Systematik und Etymologie
Amentotaxus assamica ist eine Art aus der Gattung der Kätzcheneiben (Amentotaxus). Sie wurde erst 1985 von David Kay Ferguson im Journal of Botany, British and Foreign erstbeschrieben. John Silba ordnete das Taxon 1990 als Amentotaxus yunnanensis var. assamica (D.K.Ferguson) Silba der Art Amentotaxus yunnanensis zu, es unterscheidet sich jedoch von dieser Art und auch allen anderen Kätzcheneiben durch die fehlenden Sklerenchymzellen, was den Nadeln eine glattere Oberfläche verleiht. James Eckenwalder ordnete 2009 das Taxon als Varietät Amentotaxus argotaenia var. assamica (D.K.Ferguson) Eckenwalder zu Amentotaxus argotaenia. Beide Zuordnungen sind nicht anerkannt und damit nur Synonyme, sie werden weder von Aljos Farjon noch von der IUCN verwendet.
Der Gattungsname Amentotaxus leitet sich vom Lateinischen amentum für „Wurfriemen“ aber auch botanisch „Kätzchen“ ab und von taxus, dem lateinischen Namen der „Eibe“. Er verweist damit auf die traubenförmige Anordnung der Pollenzapfen und entspricht dem deutschen Namen „Kätzcheneibe“. Das Artepitheton assamica verweist auf das Gebiet Assam, zu dem der Bundesstaat Arunachal Pradesh gerechnet wurde.

## Verwendung
Es gibt keine Berichte über eine spezifische Nutzung von Amentotaxus assamica.